# مزرعه له‌لار
مزرعه له‌لار یک منطقهٔ مسکونی در ایران است که در دهستان دوستان واقع شده‌است. مزرعه له‌لار ۱۶ نفر جمعیت دارد.